# Jacques du Broullat
Jacques du Broullat (c.1515 - 1575, Allemagne), dit aussi de Brourlat, seigneur de Lizy et de Montjay, est abbé et archevêque d'Arles (1551-1560) ; il est déposé pour apostasie. 

## Biographie

### Origines et premières années
Jacques du Broullat nait dans le diocèse de Meaux. Abbé de cour et homme politique, c'est un proche de Catherine de Médicis. Il illustre parfaitement la mainmise royale sur le recrutement épiscopal. Déjà abbé Saint-Symphorien de Beauvais, de Larrivour et de Lagny, il n'est même pas ordonné lorsqu'en 1551 le roi Henri II le fait pourvoir de l'archevêché d'Arles.

### Archevêque d'Arles
Jacques du Broullat n'est présent dans la cité rhodanienne que quelques jours après la prise de possession du siège archiépiscopal, en son nom, par l'abbé de Senlis. Il délègue la gestion du diocèse à un administrateur, le franciscain Pierre de Bisqueriis évêque in partibus de Nicopolis, muni des pleins pouvoirs. Zélé et actif, ce dernier visite les paroisses d'Arles en octobre 1555 et s'intéresse surtout à l'exercice du culte du saint-sacrement. 
Toutefois, à cette époque, l'absentéisme des archevêques arlésiens très engagés dans le siècle est la règle. La présence du prélat manque dans la conduite du diocèse : les visites pastorales sont rares, les synodes diocésains plus convoqués et l'esprit pastoral abandonné. Les Arlésiens sont confiés à la garde de vicaires généraux et du chapitre dont la vie se laïcise et devient mondaine. 
À la fin de son épiscopat en 1560, les manquements et négligences sont tels qu'une requête des consuls est introduite devant le parlement de Provence contre l'archevêque et le chapitre cathédral. À la suite de cette démarche, la cour ordonne à l'Eglise d'Arles d'engager des prédicateurs scavants et catholiques pour prêcher le carême, l'avent, les dimanches et autres fêtes de l'année, et de faire célébrer l'office divin dans les églises de Camargue après les avoir réparées.

### Fin de vie
Pour ces raisons ou plus probablement pour son attachement au parti protestant, en particulier au prince de Condé et à Odet de Coligny, il est privé de tous ses bénéfices par un arrêt du parlement de Paris en 1562 ou, d'après Jean-Pierre Papon, dès le 18 juillet 1559. Il s'exile en Allemagne où il se marie. Il y meurt en 1575.

### Sources
- Jean-Pierre Papon, Jules Frédéric Paul Fauris de Saint-Vincens - Histoire générale de Provence: dédiée aux états - Moutard, 1777
- Jean-Maurice Rouquette (sous la direction de), ARLES, histoire,territoires et cultures, 2008, Imprimerie nationale Editions, Paris  (ISBN 978-2-7427-5176-1)